# Elecciones al Parlamento Europeo de 1989
La elecciones al Parlamento Europeo de 1989 se celebraron a través de los 12 Estados miembros de la Unión Europea en junio de 1989 y fue la tercera de las elecciones europeas, pero la primera vez que España y Portugal votaron al mismo tiempo que los otros miembros (ellos se unieron en 1986). La participación total se redujo al 59%

## Resultados
| Resultados finales | Resultados finales | Resultados finales              | Resultados finales       | Resultados finales | Resultados finales | Resultados finales |
| Grupo              | Grupo              | Descripción                     | Líder                    | Miembros           | Miembros           | Miembros           |
| ------------------ | ------------------ | ------------------------------- | ------------------------ | ------------------ | ------------------ | ------------------ |
|                    | SOC                | socialdemócratas                | Jean-Pierre Cot          | 180                |                    |                    |
|                    | EPP                | democristianos                  | Egon Klepsch             | 121                |                    |                    |
|                    | LDR                | Liberales                       | Valéry Giscard d'Estaing | 49                 |                    |                    |
|                    | EUL                | Comunistas y Ultraizquierdistas | Luigi Alberto Colajanni  | 42                 |                    |                    |
| LU                 | René-Emile Piquet  | Comunistas y Ultraizquierdistas |                          | 42                 |                    |                    |
|                    | ED                 | Conservadores                   | Christopher Prout        | 34                 |                    |                    |
|                    | G                  | Política verde                  | Maria Amélia Santos      | 30                 |                    |                    |
|                    | EDA                | Conservadurismo nacionalista    | Christian de La Malène   | 20                 |                    |                    |
|                    | DR                 | Nacionalistas ultraderechistas  | Jean-Marie Le Pen        | 17                 |                    |                    |
|                    | RBW                | regionalistas                   | Jaak Vandemeulebroucke   | 13                 |                    |                    |
|                    | NI                 | Independientes                  | ninguno                  | 12                 | Total: 518         | Fuentes:           |

Los socialistas celebraron su tercera victoria consecutiva, llegando a obtener 180 escaños (166 pre-electorales), con el Partido Popular Europeo ganando sólo 8 escaños adicionales. Sin embargo, los demócratas europeos tuvieron una pérdida masiva de 32 de sus 66 escaños, pasando de ser del tercer al sexto partido más votado. Los liberales ganaron un escaño adicional quedando en tercer lugar, seguidos por los comunistas.

## Cambios de escaños
Estas fueron las primeras elecciones en que Portugal y España participaron con los otros estados. España se asignó 60 escaños y Portugal se asignó 24; el número de representantes para los demás estados siguió siendo la misma, elevando el número total de escaños de 434 a 518.
- Datos: Q1376076
- Multimedia: European Parliament election, 1989 / Q1376076